# Helmuth Räästas
Helmuth Räästas (* 7. Januarjul. / 20. Januar 1901greg.  in Tallinn, Gouvernement Estland; † vermisst seit 1945) war ein estnischer Fußballspieler.

## Karriere
Helmuth Räästas spielte in seiner Fußballkarriere von 1926 bis 1929 für den JK Tallinna Kalev und von 1930 bis 1938 für JS Estonia Tallinn in der Estnischen Meisterschaft. Mit JS Estonia gewann er in den 1930er Jahren viermal den Meistertitel.
Im Jahr 1926 lief er erstmals in einem Länderspiel für die Estnische Nationalmannschaft auf. Im Spiel gegen Schweden schoss er das Ehrentor bei der 1:7-Niederlage und war neben Artur Maurer und Arnold Matiisen einer von drei Debütanten.
Für die Estnische Nationalmannschaft spielte Räästas bis zum Jahr 1937 und nahm in den Jahren 1928, 1929, 1931 und 1933 am Baltic Cup teil. Bei den Teilnahmen 1929 und 1931 gewann er mit seiner Mannschaft den Titel. Zwischen 1926 und 1937 absolvierte Räästas insgesamt 21 Länderspiele, in denen er drei Tore erzielte.

## Erfolge
mit JS Estonia Tallinn:
- Estnischer Meister: 1934, 1935, 1936, 1938

mit Estland:
- Baltic Cup: 1929, 1931